# Adam’s Buggies
Adam’s Buggies ist ein britischer Hersteller von Automobilen.

## Unternehmensgeschichte
Adam Spittle gründete 2008 das Unternehmen in Kidderminster in der Grafschaft Worcestershire. Er begann mit der Produktion von Automobilen und Kits. Der Markenname lautet Adam’s. Insgesamt entstanden bisher etwa 15 Exemplare.

## Fahrzeuge
Das einzige Modell ist der Buggy. Dies ist ein Gelände-Rennwagen. Der Vierzylindermotor stammt vom Toyota MR 2 und ist hinter den Sitzen montiert. Die äußerst spartanische Karosserie ist türlos und scheibenlos. Sie besteht überwiegend aus Rohren, die auch eine Art Überrollschutz bieten.
Steve Hole bildet in seinem Buch A–Z of Kit Cars ein Fahrzeug mit dem britischen Kennzeichen E 860 NWP ab. Die Internetseite ukvehicle.com bestätigt, dass es sich um einen Adam's Buggy handelt.